# Каштани
Кашта́ни (до 1945 року — Яни́-Бурлю́к, крим. Yañı Bürlük, Новий Бурлюк) — село в Україні, у Бахчисарайському районі Автономної Республіки Крим, центр Каштанівської сільської ради. Розміщене у північній частині району.

## Опис
Розташоване за 35 км на північ від районного центру міста Бахчисарай, за 14 км від залізничної станції Поштова.
У селі 16 вулиць та провулок, діє лікарська амбулаторія, працюють середня загальноосвітня школа, дитячий садок «Золотий півник» та Палац культури. Каштани пов'язані автобусним сполученням з Бахчисараєм, Севастополем та Сімферополем.
За даними сільради на 2009 рік площа, яку займає село 64,5 гектара, на якій у 401 дворі значилося 922 мешканці.

## Історія
Засноване у 1925 році.
До 2002 року було центральною садибою радгоспу-заводу «Бурлюк» (з 2003 року — частина агрофірми «Золота Амфора»), утвореного в 1932 р. шляхом відокремлення від радгоспу імені Чкалова, коли почалося масове широкомасштабне освоєння виноградників у Криму.